# Fleet Street

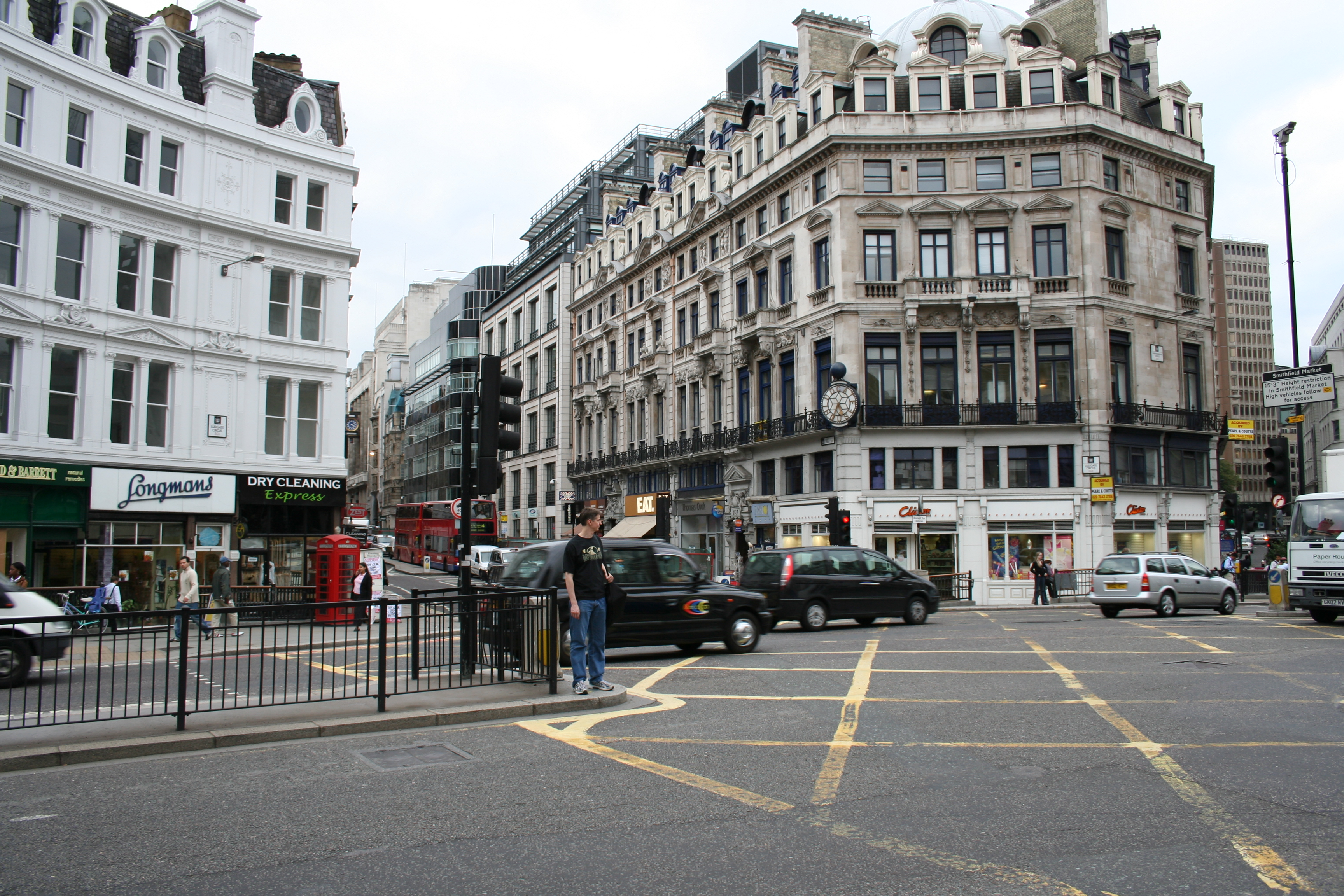
Ludgate Circus

Fleet Street è una strada di Londra, che ha preso il nome da un fiume di nome Fleet che un tempo intersecava la strada e che ora scorre sotto di essa. Essa è stata la sede dei maggiori quotidiani inglesi fino agli anni ottanta. Anche se l'agenzia Reuters fu l'ultima testata del giornalismo britannico a lasciare questa località nel 2005, Fleet Street è rimasto come sinonimo di giornalismo britannico.

## Storia
Fleet Street nacque come collegamento fra la commerciale City of London e la zona della politica sita nel quartiere di Westminster. La sua lunghezza misura l'espansione che subì la città nel corso del XIV secolo. Da un lato era attraversata dal fiume Fleet che lambiva il London Wall e dall'altra la Temple Bar che marcava i nuovi confini della città stabiliti nel 1329.

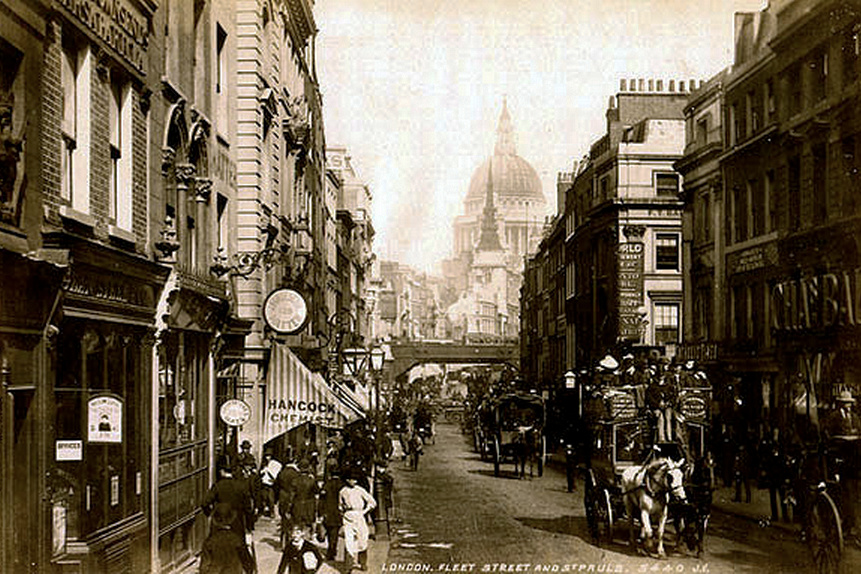
Fleet Street nel 1890

A sud si trova un complesso di edifici noto come The Temple, costituito da ex proprietà dei Cavalieri Templari, che ospitavano due delle quattro Inns of Court, l'Inner Temple ed il Middle Temple. Nella zona erano presenti anche diversi studi legali.
La pubblicazione della stampa ebbe inizio a Fleet Street intorno al 1500 quando un apprendista di William Caxton, Wynkyn de Worde, realizzò una stamperia nella vicina Shoe Lane, mentre nelle vicinanze Richard Pynson realizzò una stamperia presso la chiesa di St Dunstan-in-the-West. In breve sorsero molti tipografi principalmente per produrre gli atti che venivano realizzati giornalmente nelle quattro Law Inns esistenti nella zona. Nel marzo 1702, il primo quotidiano di Londra, The Daily Courant, venne pubblicato a Fleet Street.
A Temple Bar, dove Fleet Street attraversava la periferia della City of London, essa prese il nome di Strand mentre ad est, dopo Ludgate Circus, prese il nome di Ludgate Hill.

## Fleet Street oggi
Fleet Street è oggi associata principalmente ai tribunali ed agli avvocati, piuttosto che ai giornali che si sono trasferiti nelle nuove sedi di Wapping e Canary Wharf. La vecchia redazione del The Daily Telegraph, descritta da Evelyn Waugh nel suo romanzo satirico L'inviato speciale (Scoop), è ora la sede centrale della banca Goldman Sachs. C. Hoare & Co, la più antica banca privata inglese, venne fondata qui nel 1690.
L'agenzia giornalistica francese France Presse ha ancora la sua sede Fleet Street, così come la sede londinese della D. C. Thomson & Co., creatrice di The Beano. The Associated Press e The Jewish Chronicle sono ubicate nelle vicinanze. The Daily Telegraph and Sunday Telegraph sono recentemente ritornati nel centro di Londra dopo l'esilio a Canary Wharf, ma nella zona di Victoria Station.
La chiesa di Santa Brigida (St Bride's Church), situata al limite del terminale est di Fleet Street, rimane la chiesa londinese maggiormente associata all'industria della stampa.
Nonostante il trasferimento delle varie sedi dei giornali, ancor oggi Fleet Street è soprannominata The street of ink (in italiano: «la strada dell'inchiostro»).

## Nella cultura di massa
Secondo alcune leggende, proprio in Fleet Street visse Sweeney Todd, fantomatico barbiere assassino che uccideva i suoi clienti per derubarli. Questa leggenda ha dato vita al musical di Stephen Sondheim Sweeney Todd: the Demon Barber of Fleet Street, trasposto in versione cinematografica dal regista Tim Burton.